# デンソー北海道
株式会社デンソー北海道（英文社名：DENSO Hokkaido Corporation）は、北海道千歳市に本拠を置く自動車部品メーカー。トヨタグループに属する株式会社デンソーの完全子会社として設立された。
自動車用半導体センサなどの設計・製造を行っており、日本国内外の自動車メーカーに様々な部品を供給している。

## 沿革
- 2007年4月27日 - 株式会社デンソーエレクトロニクスとして会社設立[1][6]。
- 2008年12月 - 社屋完成[1]。
- 2009年4月1日 - 操業開始[1][3]。
- 2010年2月 - 品質マネジメントシステム「ISO/TS16949」認証を取得[1]。
- 2011年12月 - 環境マネジメントシステム「ISO 14001認証を取得[1]。
- 2013年
  - 7月 - 北海道労働局長奨励賞（安全衛生）を受賞[1]。
  - 9月 - 生産台数1億個を突破[1]。
  - 11月 - 北海道経済産業局長賞（環境）を受賞[1]。
- 2014年
  - 4月 - 株式会社デンソー北海道へ商号変更[1][7]。
  - 7月 - 生産台数5億個を突破[1]。
- 2017年3月19日 - 北海道庁から「北海道技能評価認定制度」第1号に認定される[8]。
- 2019年
  - 9月26日 - 半導体センサー増産のため工場拡張を予定と発表[9]。
  - 10月23日 - 緑化優良工場等を対象とした「みどりの工場大賞」経済産業大臣賞を受賞[1][10]
- 2020年3月2日 - 経済産業省から「健康経営優良法人2020 ホワイト500」認定法人に認定される[1][11]。
- 2021年3月4日 - 経済産業省から「健康経営優良法人2021 ホワイト500」認定法人に認定される[12]。
  - 6月 - 2期工場および防災動力センターが竣工[1]。
- 2022年3月9日 - 経済産業省から「健康経営優良法人2022 ホワイト500」認定法人に認定される[13]。
- 2023年3月20日 - 経済産業省から「健康経営優良法人2023 ホワイト500」認定法人に認定される[14][15]。

## 生産品目
- オイル圧センサ：エンジン制御
- 吸気圧センサ：吸気系
- 慣性センサ：車両安定制御
- ブレーキ圧センサ：車両安定制御
- 排気圧センサ：排気系
- コモンレール圧センサ：ディーゼルエンジン制御
- エアコン用冷媒圧センサ：エアコン制御

## 交通アクセス
千歳市郊外、新千歳空港の西側に立地する千歳市の工業団地「千歳臨空工業団地」に立地する。
- JR千歳駅から自動車で約15分
- 新千歳空港から自動車車で約15分
- 新千歳空港ICから自動車で約5分

### 周辺施設
- 新千歳空港インターチェンジ
- 日本航空大学校 北海道新千歳空港キャンパス
- ヤマト運輸 千歳泉沢営業所
- 株式会社トヨタユーゼック TAA北海道会場
  - トヨタ自動車完全子会社（本社：千葉県千葉市美浜区）のオートオークション会場。北海道から九州まで日本全国に会場がある[17]。

## スポーツ
北海道の企業であることから、ウィンタースポーツにも力を入れており、SNS（Twitter、Instagram）で所属選手の活動をPRしている。
所属選手
- 藤本那菜（ふじもと なな）- 女子アイスホッケー選手。ポジションはゴールキーパー[18]。
- 蓮見小奈津（はすみ こなつ）- 女子アルペンスキー選手[18]。
- 竹田歩佳（たけだ あゆか）- 女子スキージャンプ選手（現役引退）。

## 関連会社
- 株式会社デンソー - 親会社
  - 株式会社デンソーウェーブ
  - デンソーテクノ株式会社